# 大室駅
大室駅（おおむろえき）は、長野県長野市松代町大室にあった長野電鉄屋代線の駅（廃駅）である。駅番号はY8。

## 歴史
- 1951年（昭和26年）11月13日：長野電鉄により河東線の駅として開業[1]。
- 2002年（平成14年）9月18日：路線名改称により屋代線の駅となる。
- 2012年（平成24年）4月1日：屋代線廃止により廃駅[1]。

## 駅構造
単式ホーム1面1線を有する地上駅。無人駅だった。

## 利用状況
年間乗車人数及び1日あたり乗車人員は次のとおりであった。
- 2006年度　25,851人 ： 71人/日
- 2007年度　27,649人 ： 76人/日
- 2008年度　30,288人 ： 83人/日
- 2009年度　28,417人 ： 78人/日
- 2010年度　27,742人 ： 76人/日

## 駅周辺
- 千曲川
- 国道403号
- 大室温泉 まきばの湯[1]

## バス路線
長電バス
- 屋代線代替バス「屋代須坂線」 （屋代駅 - 松代駅 - 大室駅 - 信濃川田駅 - 綿内駅 - 須坂駅）

## 廃止後

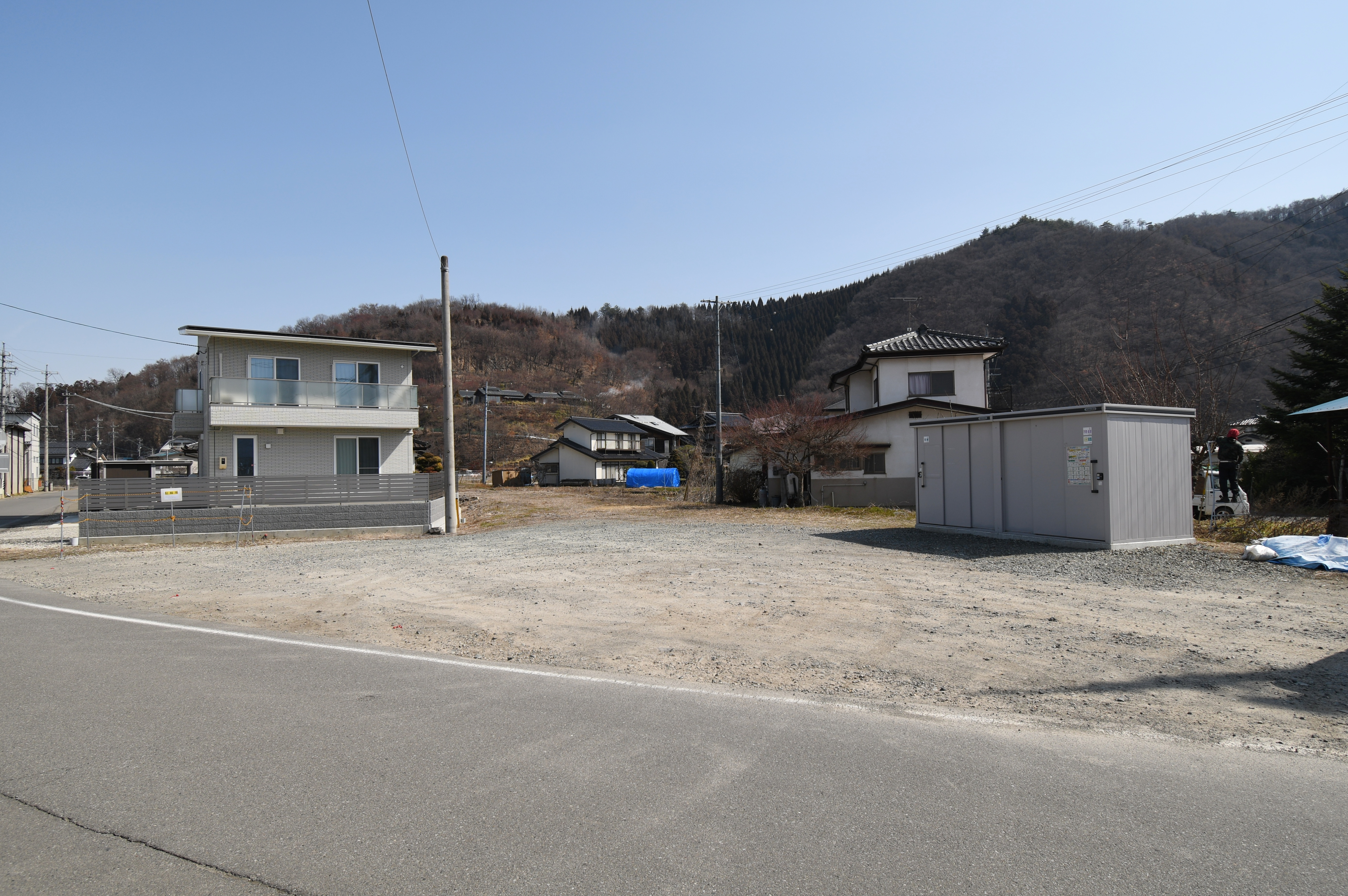
駅跡付近（2023年3月）

ホームや待合室は廃止から1年ほど残っていたが全て解体され更地化された。
屋代線廃止と同時に代替バス路線が設定され当駅付近には「大室駅」バス停が設置された。

## 隣の駅
長野電鉄
■屋代線
金井山駅 (Y7) - 大室駅 (Y8) - 信濃川田駅 (Y9)